# Passé composé
Passé composé / pase kɔ̃poze / (произн.: пасэ́ композэ́; букв. прошедшее составное; французский перфект) — самый распространённый тип передачи прошедшего времени действия глагола в современном разговорном французском языке. В устной речи употребляется для выражения односложных, полностью завершённых действий, имевших место в прошлом. Таким образом, по структуре Passé composé представляет собой перфект, а по смыслу — аорист. Поэтому французский перфект разительно отличается от английского Present Perfect, но близок по смыслу и структуре к немецкому перфекту. Следует учитывать, что для действий, непосредственно предшествующих действию в настоящем, в речи употребляется описательная фраза venir + de + глагол (только что сделать что-то). Таким образом, в отличие от испанского и английского языков, как и в немецком, незавершённый имперфект во французской грамматике отсутствует. Например, глагольные формы типа исп. «He estado pensando» → «Я уже некоторое время подумываю» во французском невозможны и их смысл, как и в русском, нужно передавать описательно. В традиционной письменной речи французский перфект долгое время избегался как просторечье и для выражения действий в прошлом употребляется классический латинский Passé simple.
Passé composé образуется при помощи вспомогательных глаголов avoir или être в формах настоящего времени и participe passe (причастия прошедшего времени) смыслового глагола.

## Образование причастий
| Правильные формы:                                               |    |                                      |
| Большинство глаголов на -er, -ir и -re, -oir образуют причастие |    |                                      |
| прошедшего времени при помощи -é, -i или -u:                    |    |                                      |
| marcher                                                         | -é | J’ai marché jusqu’au sommet.         |
| идти                                                            |    | Я дошёл до вершины.                  |
| sortir                                                          | -i | Je suis sorti(e) à 9 heures du soir. |
| выходить                                                        |    | Я вышел в девять часов вечера.       |
| attendre                                                        | -u | J’ai attendu pendant 30 minutes.     |
| ждать                                                           |    | Я ждал 30 минут.                     |
| voir                                                            | -и | J’ai vu un très bon film.            |
| видеть                                                          |    | Я видел очень хороший фильм.         |

| Неправильные формы |                           |        |
| avoir              | иметь                     | eu     |
| être               | быть                      | été    |
| faire              | делать                    | fait   |
| prendre            | брать                     | pris   |
| mettre             | класть, ставить, помещать | mis    |
| dire               | говорить                  | dit    |
| écrire             | писать                    | écrit  |
| ouvrir             | открывать                 | ouvert |
| naître             | рождаться                 | né     |
| mourir             | умирать                   | mort   |

У глаголов 1-й группы отбрасываем букву r, а над буквой е ставим Accent aigu (é):
demander → demandé
parler → parlé
rester → resté
У глаголов 2-й группы отбрасываем букву r:
rougir → rougi
grandir → grandi
У глаголов 3-й группы причастие часто заканчивается на букву u, но существуют и другие формы:
avoir — eu
lire — lu
voir — vu
pouvoir — pu
être — été
faire — fait

## Происхождение и развитие
Происхождение французского перфекта, по-видимому, следует искать ещё в народной латыни, проявлявшей тенденции к аналитизму, хотя составных глагольных времён в классической латыни не было. Считать Passé composé германизмом не совсем верно, так как идентичное по структуре и частоте употребления время можно найти в других романских языках, слабо затронутых германскими влияниями (например, в испанском he perdido и в молдавском am pierdut — я потерял). Однако германским влиянием объясняется употребление различных вспомогательных глаголов (avoir иметь и être быть) для управления переходными и непереходными глаголами: Hier, je suis rentrée plus tôt et j’ai terminé mon devoir — Вчера я вернулась пораньше и сделала домашнюю работу.

## Употребление
Passé composé употребляется в живой речи, в переписке, в прессе (особенно бульварной), всё больше в научной литературе, часто также в повествовании от лица автора (особенно в современной литературе). На русский язык обычно переводится глаголом совершенного вида, реже также несовершенного. Passé composé почти полностью вытеснило Passé simple.